# Страхування фінансових ризиків
Страхування фінансових ризиків — вид майнового страхування ( класифікація страхування ), яке за своєю суттю є страхуванням ризику втрати прибутку чи неотримання доходу внаслідок різних причин.

## Правова база
Страхування фінансових ризиків регламентується Законом України "Про страхування" (ст. 6), але ніякого визначення і класифікації фінансових ризиків у чинному законодавстві немає. 
Згідно з класифікацією ризиків, пропонованою Першою директивою ЄС від 24 липня 1973 р., до групи фінансово-кредитних ризиків віднесено як ризики, що виявляються у зв'язку з наданням кредитів, так і ризики, які призводять до інших фінансових збитків.

## Суть страхування фінансових ризиків
Страхування фінансових ризиків полягає у тому, щоб відшкодувати можливі втрати на випадок, коли через певний період застраховані угоди не дадуть очікуваної віддачі. Страхове відшкодування в такому разі встановлюється в обсязі різниці між страховою сумою та одержаним прибутком від застрахованої комерційної діяльності.

## Означення та види фінансових ризиків
Під фінансовим ризиком розуміють ризик, який випливає з фінансових угод або фінансової діяльності, коли як товари виступають валюта, цінні папери, грошові кошти. Фінансовий ризик охоплює такі основні види ризиків:
1. валютний;
2. кредитний;
3. інвестиційний.

Валютний ризик — це ймовірність фінансових втрат унаслідок зміни курсу валют, яка може виникнути в період між укладанням контракту та фактичним проведенням розрахунків за ним. Розрізняють:
- валютні ризики імпортера;

- валютні ризики експортера.

Кредитний ризик пов'язаний з можливістю невиконання підприємством своїх фінансових зобов'язань перед інвестором у разі використання кредиту. Кредитний ризик виникає у відносинах з кредиторами, контрагентами, постачальниками, посередниками, акціонерами тощо.
Інвестиційний ризик пов'язаний із специфікою вкладення підприємцем грошових коштів у різноманітні проекти.

## Види страхування фінансових ризиків
До страхування фінансових ризиків відносять:
1. страхування недоотримання (втрат) прибутку (доходу);
2. страхування на випадок зниження обумовленого рівня рентабельності;
3. страхування ризику засновника;
4. страхування біржових ризиків;
5. страхування валютних ризиків.

Страхування від втрат прибутку є формою страхового захисту господарських суб'єктів від втрат майбутньої користі (очікуваного прибутку), яка може настати, передусім, з причин випадкового спаду виробничого процесу або його зупинки. Збитки в такому разі не обмежуються лише втратою прибутку, а охоплюють витрати, необхідні для підтримки життєдіяльності суб'єкта, повернення його до попередньо визначеної виробничої програми, а також витрати, здійснені з метою протистояння наслідкам ризикового випадку. Тому страхування від втрат прибутку не є самостійним, а так званим комплементарним для багатьох базових видів страхування, передусім — страхування майна від вогневих ризиків і ризиків стихійних явищ. Ризик втрати прибутку завжди є похідним від ризику настання майнових збитків як свого базового ризику. Адже навіть незначна майнова шкода здатна призвести до зупинки виробництва, цілковитої втрати прибутку.
Крім базового ризику (пошкодження або знищення майна), ризику сповільнення або зупинення виробничого процесу, страхування від втрат прибутку повинно врахувати ризики, пов'язані зі сезонністю виробництва, тривалістю строку відшкодування, характером конкуренції у певній галузі, частковою участю у фінансуванні ризику втрат прибутку самого страхувальника.

### Підходи до встановлення страхової суми
Обсяг страхової суми як межа відповідальності за договорами такого характеру встановлюється за заявою страхувальника та за погодженням із страховиком. При цьому можливі два підходи до визначення величини страхової суми: 
1. відповідно до першого підходу її величина встановлюється, не виходячи за межі капітальних вкладень страхувальника в комерційні чи фінансові операції, які він бажає застрахувати.
2. змістом другого підходу є включення в страхову суму не лише капітальних витрат, а також і певного прибутку (в межах нормативної величини), який очікується від вкладених коштів.

Таким чином, при першому підході йдеться фактично про страхування інвестицій. Застосування другого підходу можна визначити як страхування доходу.
Враховуючи, що змістом страхування є захист від можливих втрат інвестиційних вкладень, строк дії договору страхування визначається переважно періодом окупності капітальних витрат, оскільки конкретні строки окупності дуже різняться за видами діяльності (напрямами вкладень), навіть у межах одного виду діяльності. Це залежить від часу функціонування підприємства, рівня його технічної оснащеності, якості організації та управління, ступеня включення в інфраструктуру тощо. Тому строки дії та умови договорів мають переважно індивідуальний характер, при цьому можлива певна їх уніфікація. При визначенні строку дії договору такого страхування страховик повинен враховувати те, що інтереси сторін проявляються інакше, ніж у будь-якому виді страхування майна. Зазвичай, страхувальник зацікавлений у швидкій окупності коштів, вкладених у підприємницьку діяльність, а тому об'єктивно прагне скоротити строк дії договору, а для страхової компанії ризик підвищується через імовірність невиправданої виплати відшкодування.
Такий вид страхування має також ту особливість, що виплата відшкодування відбувається переважно після закінчення строку дії договору, коли буде підведено підсумки реалізації застрахованих комерційних операцій. Встановлення строку можливих виплат у страхуванні фінансових ризиків дозволяє страховику використовувати суми, одержані у вигляді страхових внесків, для інвестиційних цілей і вчасно в повному обсязі створювати на визначену дату резерви.
Страхування фінансових, як і комерційних, ризиків передбачає деякі обов'язкові умови щодо укладання договорів. Страхувальнику належить мати дозвіл, ліцензію або патент на ведення комерційної діяльності та інші необхідні документи. У своїй письмовій заяві він повинен інформувати страхову організацію про передбачувані операції, очікувані витрати та доходи, підписані контракти й інші обставини, які дозволяють страховику оцінити ступінь ризику.
Своєю чергою, страхова компанія зобов'язана збирати й аналізувати інформацію про різноманітні сторони діяльності страхувальника, зокрема, про рівень рентабельності, кредиторську й дебіторську заборгованість тощо.
При страхуванні фінансових ризиків застосовують такі ж обмеження щодо обсягу страхової відповідальності, як і при страхуванні комерційних ризиків, зокрема, з нього вилучаються ризики посередницької діяльності, вкладення коштів в організацію казино, тоталізаторів, можливі збитки внаслідок військових дій, змін політичного курсу, негативної динаміки курсів валют тощо.

## Тарифні ставки
Тарифні ставки зі страхування фінансових ризиків визначаються аналогічно страхуванню комерційних ризиків, тобто при їх визначенні враховують: рівень стабільності ринкових відносин та прогноз перспектив їхньої динаміки; строк страхування; вид діяльності тощо. Для кожного підприємства ризик має специфічні характеристики, які визначаються, насамперед, галузевою спрямованістю. Тому страхові тарифи диференціюються як за видом ризику, так і за видами діяльності.
Розмір збитку визначається шляхом додавання суми втрат прибутку, пов'язаних зі спадом виробництва (товарообігу), і суми додаткових витрат, спрямованих на уникнення або зменшення темпу спаду виробництва та його відновлення:
- втрати прибутку, пов'язані зі спадом виробництва (товарообігу), визначають шляхом множення різниці між сумою стандартного виробництва і сумою реального обсягу виробництва на показник прибутковості;

- сума додаткових витрат визначається на підставі попередньо наданого страхувальником і узгодженого зі страховою компанією (визначений упродовж трьох днів з дня настання страхового випадку) переліку заходів щодо зменшення темпів спаду виробництва і не може перевищувати суми, визначеної шляхом множення вартості обсягу виробництва продукції, збереженого завдяки додатковим витратам, на показник прибутковості, за мінусом суми витрат, яких страхувальник міг би уникнути.

Якщо страхувальник після страхового випадку може продовжувати господарську діяльність на іншому об'єкті чи підприємстві (поза місцем знаходження застрахованого майна) або встановити позмінний режим роботи, то розраховані прибутки від цієї діяльності враховуються при розрахунку збитків як показник, що зменшує суму збитку.
Отже, страхування від втрат прибутку передбачає виплату відшкодування, яке замінює для страхувальника суб'єкта регулярне надходження грошових коштів, необхідних для фінансування підприємницької діяльності, зберігання фінансової рівноваги на такому рівні, яка була б досягнута при ненастанні страхових випадків.

## Список джерел
- Клапків, М. С. Страхування фінансових ризиків / М. С.Клапків. - Тернопіль : Економічна думка & Карт - бланш, 2002. - 572 с.
- Вовчак О. Д. Страхова справа: підручник / О. Д. Вовчак. – К.: 2011. – С. 425.
- Яворська Т. В. Страхові послуги: навчальний посібник / Львівський національний ун-т ім. Івана Франка. Економічний факультет, 2008. — 250 с.